# アライアンス アライブ
『アライアンス アライブ』（The Alliance Alive）は、フリューより2017年6月22日に発売されたニンテンドー3DS用ゲームソフト。
2019年10月10日にはHDリマスター版がPlayStation 4/Nintendo Switch向けに発売され、その後Microsoft Windows/Android/iOSにも移植された。
フリューが2015年に発売した『レジェンド オブ レガシー』の続編にあたるコンピュータRPGであるが、ストーリー上の繋がりはない。

## ストーリー
千年前、人間たちの暮らす世界に「魔族」による侵攻が行われた。

魔族は、この世界の「乱れたエネルギー」が自分たちの世界を脅かすものとして
それを管理するために侵攻、支配を行い、そして、地上に「大結界」を施す。
大結界によって地上の磁場は大きく乱れ、
気候は荒れ狂い、世界から青い世界が失われてしまう。
そして、その「歪み」の影響から「黒き流れ」と呼ばれる海流が生まれ、
海を四方に引き裂き、多くの都市が飲み込まれた。
大半の人間は死滅し、わずかに生き残った者たちも海路を絶たれたことで
戦力を分散され、やがて魔族の支配に屈することになった。
それから数百年、世界はいくつかの「ゾーン」に分断されて統治が進み、
魔族を頂点として新たな階級社会が築かれ、独自の文化が形成された。
だが、どれだけ時が流れようとも、
支配に抗おうとする人間たちの抵抗の炎が潰えることはなかった。

そして今、再び世界は大きく動き始める――—公式サイトより、

## 概要
「9人の主人公が交錯する群像劇RPG」というコンセプトが謳われているターン制RPGである。その9人も種族や年齢、性別、立場などが様々であり、ストーリーに応じて操作するキャラクターは変わっていく。話が進展するにしたがって9人は合流し最終的に一つの物語に収束していく。
ゲーム開始時から操作する事となる主人公、ガリルとアーシュラはともに人間で、魔族に対するレジスタンス組織の一つである夜鴉に所属している。そのために街を、ひいては世界を支配する魔族に対抗していくためのレジスタンス活動の手伝いから物語は始まる。

## 歴史
情報初公開は2016年10月であった。2017年3月30日の発売予定であったが、エンカウント（敵との遭遇率）等を調整していたために発売が延期され、同日に体験版が配信。さらにそこから得られた知見を元にして改善を行ったため発売は6月22日にずれ込んだ。発売が遅れた補償として、サウンドトラックと3DSのテーマがつけられた。
海外版は同年9月に告知され、2018年3月にアトラスから発売された。
2019年10月、アライアンス アライブHDリマスターがPlayStation 4、Nintendo Switchで発売された。HDリマスター版の発売は北米の方が日本よりも僅かに早く、前者が8日、後者が10日であった。11日には欧州でも発売された。また、2020年1月16日にはMicrosoft Windows版が発売されたが、英語である。2021年2月には日本向けにAndroid、iOSでのHDリマスター版の配信も発売も開始された。

## 開発
『レジェンド オブ レガシー』が発売された後、次のタイトルについては『レジェンド オブ レガシー』の続編を作るべきとの意見が出たが、松浦正尭は購入者からの批評を元に改善した続編を作るべきだと感じていた。前作に対しての批判として、シナリオが薄いとの意見があり、続編と銘打ってはいるものの、実質的には全く新たな作品を送り出す方向に定まった。今作のコンセプトは前作の経験を活かしながら群像劇という形で普通のRPGに近い方向性を打ち出した。尤も松浦自身は膨大な予算とスケジュールが想定される以上、企画が通るとは思っていなかったという.。制作はフリューで、開発はキャトルコールが請け負っていたが、グレッゾも担当するという、前作同様の体制が敷かれた。松浦は小泉今日治と村山吉隆の両氏に声をかけたが、これは松浦自身が好きなゲームを作っているという理由での選出であった。
前作同様、ターゲット層は1990年代のRPGを知っている層である。もちろん前作と近しい部分はあるが、大きな違いとして戦闘パーティメンバーの数とキャラクターごとの個性、グリッドによるポジション制禦等が挙げられており、前作で培った経験があってこその物だと述べている。このゲームの特徴としては下画面に地図が表示されている事もあげられる。
世界観は松浦と小泉が制作、シナリオは村山が執筆した。村山の提案した主人公は少年であったため、姉や落ち着いた人間、そして人外の主人公も必要だとなっていった。村山のシナリオにありがちな事としてヒロインキャラクターが強気である事が挙げられるが、この作品もその例に漏れなかった。物議を醸し、プレーヤー離れを引き起こすキャラクターの裏切りは不採用とした。その代わりキャラクター選択の余地を狭める事で、キャラクター一人一人の個性に焦点を当てるようなシナリオを描く事が出来るようになった。ただし、キャラクターボイスについては今作もまた採用されていない。
アートディレクターは前作に引き続き浅野雅世である。ファンタジー性を前面に押し出すのではなく、現実世界に即した世界を構築する事で、プレーヤーを次第にファンタジーへと誘う仕組みに仕立てた。キャラクターデザインの平尾リョウも前作から引き続きの担当であり、松浦や村山の要求に答えながら、3D化、量産化を前提としたデザインを構築した。その後、浅野の世界観に合うようにモデルを調整しつつ完成させた。
音楽は浜渦正志が担当した。浜渦と言えばオーケストラを用いて複雑な感情を表現する音楽であるが、今作のコンセプトとは聊か異なるので、この作品ではバイオリンやギターを重ね合わせた作品が使用されている。

## システム
シンボルエンカウント制を採用したターン制RPGである。レベル制は採用されておらず、サガシリーズの制作陣によるタイトルであるため、成長システムはサガシリーズのそれに近い。
攻撃の際にはSPと呼ばれる数値を利用して攻撃を行うが、当然強力な攻撃であればSPの消費も激しい。初期状態では毎ターン1のSPが回復するため、恒常的に攻撃すること自体は出来るようになっている。また、同じ攻撃を繰り返し使用し続ける事によって、技の解析率やポジションごとのレベルが上昇し、次第に威力を増して行く。攻撃の種類に関しては、武器の種類ごとに割り振られた攻撃が存在しており、基礎的な攻撃技の利用を重ねていると、技使用時に覚醒という形で新たな技を習得していくシステムになっている。基本的に殆どの武器防具は全キャラクターが装備する事ができるが、一部には特定キャラクターのみが装備出来る種類が存在する。また、基本的に武器種類が同じならば攻撃技のレパートリーも基本的には同じであるが、一部には固有の技も存在している。
戦闘を続ける事によってイグニッションゲージと称されるゲージが溜まり、これが最大値まで行くとイグニッション状態と呼ばれる状態に変化する。この状態では武器の破損と引き換えにファイナルストライクと呼ばれる非常に強力な技を出す事が出来る。但しファイナルストライクの際にもSPは消費する。
HPが0になった状態であっても戦闘不能状態にはならず、回復をする事で復活するが、HPが0の状態で攻撃を受けると最大HPが減少するシステムとなっている。また、敵からの逃亡の際にも最大HPは減少する。最大HPの回復は宿屋などの休憩施設が利用される。
戦闘が終了した際にHPは最大HPまで回復するが、SPは回復しない。戦闘終了時にはタレントと呼ばれる、経験値に相当しうる物が手に入り、これを資質と呼ばれる、使用SPを減少させる、獲得タレント数を増やす、買い物の際に価格が下がる等の効果を有するシステムと引き換える事が出来る。金銭やドロップアイテムも獲得出来るが、これらは必ず獲得出来る物ではない。
敵と遭遇した際、自分の付近にエンカウントした敵と異なる敵も存在する場合、連戦という形が取られる。連戦下では戦闘が一旦終了してもHPが回復する事なく次の戦闘が始まるシステムとなっている。その代わりに連戦が重なれば重なるほど戦闘終了時の獲得タレントにボーナスがつく。
ギルドタワーと呼ばれるシステムも存在し、ギルドタワーの附近で戦闘を行った場合、ギルドタワーが戦闘を支援する事がある。ギルドタワーの役割としては、新たな装備の開発や敵情報の解析等であるが、戦闘支援の関係もあり、話が進むと自ら建設出来るようにもなる。

## キャラクター

### 主人公
ガリル（Galil）
人間、15歳、男性
対魔族レジスタンス組織の一つである夜鴉の構成員の一人。穏和だが芯は強く情熱的な側面もある。アーシュラとは幼馴染であるが、既に尻に敷かれている。
アーシュラ（Ursula）
人間、15歳、女性
同じく夜鴉の構成員の一人。父はワイアット、母は鬼籍。竹を割ったような性格で、幼馴染のガリルを振り回している。印術の才能に長けており、目を開かずとも周囲の状況を問題なく把握出来るレベルである。
レンツォ（Renzo）
人間、19歳、男性
同じく夜鴉の構成員の一人。「早耳のレンツォ」と呼ばれるほどの情報通。楽天的だが冷静でもあるため、ガリルやアーシュラを落ち着かせる役割でもある。
バルバローザ（Barbarosa）
妖魔、35歳、男性
同じく夜鴉の構成員の一人。ワイアットに命を助けられて以来、忠誠を誓っている。真面目で腕っぷしが強い。
ビビアン・フォン・エスメロード（Viviana）
魔族、外見は20歳、女性
魔界の貴族である、エスメロード家の娘。歴史学者をしている。魔族は一般に人間の生活に興味を示さない中で、人間の生活にも興味を示している。ティギーの研究に興味を示し、地上に降りてくる。
イグナス（Ignace）
魔族、外見は25歳、男性
ビビアンの執事。規律や階級を重んじる魔族の一人。真面目な反面、宴では記憶を飛ばしてはしゃぐ一面もある。
ティギー・アルシュタイン（Tiggy）
人間、12歳、女性
黒き流れの研究をする自称教授。発明家の側面もある。12歳とは思えない冷静沈着さがある。戦闘時は自分で開発した動力スーツであるスワンソングに乗って行う。
ジーン（Gene）
人間、27歳、男性
印術ギルド所属の術士。俯瞰的に物事を捉えて行動するため、感情的な行動は基本的に起こさない。巧みな話術で魔族に取り入るのも上手なため、何を考えているかわからない、詐欺師などのレッテルを貼られる事もある。
レイチェル（Rachel）
人間、18歳、女性
印術ギルドに雇われている傭兵。人情に篤いため、考え方が逆のジーンとは衝突する事も多い。しかし金の臭いを主張してジーンとともに行動する事が多い。

### サブキャラクター
ワイアット（Wyatt）
人間、43歳、男性
夜鴉のリーダーで、アーシュラの父。ガリルの育ての父、バルバローザの命の恩人にも当たる。無骨な顔をしているが、手先が器用。表の顔は酒場のマスター。
グロッサ・ラダン（Grossa）
魔族、男性
魔族の貴族の一人。長命な魔族が上手く暮らして行くには法を遵守する事が肝要であると考え、法や階級社会を守る事を自らの責務だと感じている。
バダ・ドワ・セアク（Badr）
妖魔、男性
雨の世界の人間の統治を一任されている妖魔。それをいいことに傍若無人な振る舞いをしている。
シトロ（Citro）
人間、100歳以上、女性
人間嫌いで偏屈な言語学者。古代言語の解読をする事が出来る。孫がいるが、人前に顔を出す事自体が少ない。
ソーレンセン
人間、男性
反魔族レジスタンス組織、銀雨のリーダー。過去に戦術的な大敗を喫して以降、戦術ギルドとして戦術の研究に邁進するようになる。英雄譚を話し出すと途轍もなく長い。
ブルー（Blue）
魔族、男性
水が不足しがちな燃える世界で唯一のオアシスを牛耳り、水利ビジネスで儲けている魔族。何につけてもビジネスなやり取りを要求するため、ティギーからは「会いたくない」存在と思われている。しかし種族に対しては常に公平であるため、忠誠を誓う庶民も多い。
ユキハ姫（Yukiha）
人間、17歳、女性
先代が亡くなったため、17歳にして白嶺城の当主に就任した姫。家臣や領民を守るために自ら戦う事を辞さない性格ではあるが、当主としては幼いために能力が追いついていない側面がある。しかし努力家なのは民も知るところで、信頼は篤い。
ジュウザ（Juza）
人間、70歳、男性
現在はユキハ姫の家老であるが、先代の頃から仕えていた。ユキハ姫の教育係をしていた過去もある。
シキ（Shiki）
人間、56歳、男性
白嶺城でかつて「剣聖」と呼ばれた侍だが、愛娘を失って以降は呑んだくれとなっている。
ロビンス（Robbins）
ペンギン、雄
息子を助けるために敵地に乗り込んだペンギン。破天荒。マカジキの刺身が大好物。
星教主
人間、52歳、男性
エシュトルムの町を治める宗教的指導者。なお、星教主の名は代々襲名してきた物である。
マチルダ（Matilda）
人間、28歳、女性
星教主に仕える戦竜隊であるドラゴンガードで隊長を務める兵士。ファフラザードという名の飛竜を自在に操る。

## 用語
システム上の用語はシステム項を参照の事。以下では上述していない物にのみ触れる。

### 種族
魔族
非常に長命な種族。千年前に人間の技術発展を恐れて攻撃を仕掛けて勝利し、それ以来人間を支配し続けている。その長命さから法や論理を用いないと社会が成り立たないため、思考や行動も非常に論理的である。人間を支配しているものの、あまりに短命な彼らの世界には大して興味がない。魔術を用いる事が出来る。
妖魔
人間世界に関心の無い魔族に代わって人間社会を統治している種族。人間に対して高圧的な者も多いが、人間と仲睦まじくなり、ブルーの下に向かう者もいる。魔族には全く頭が上がらない。
人間
魔族が使う魔術に対して印術という人間でも扱える魔術相当の代物を作ったため、魔族と戦争になり敗北した種族。被支配階級になって幾星霜ではあるが、未だに抗戦を続けている。
その他にペンギンなどの種族がいる。

### 世界
世界は黒き流れによって複数に分割されており、それぞれの世界に交流は存在しない。魔族は「ゾーン」と呼称している。
雨の世界
常に雨が降り続く世界。スヴァルナの町が中心地となっている。空は常に暗く、木々は鬱蒼と生い茂っている。バダが支配を任されている。ゲームを開始すると、この世界から物語が始まる。モデルはサン＝テミリオン地域。
燃える世界
常に溶岩が噴出している世界。水が稀少資源となっており、そこを利用してブルーがビジネスを牛耳っている。
監獄世界
雨の世界で支配者に逆らった人間が送り込まれる世界。常に霧が立ち込めている他、外周を高い壁で囲まれており、脱出不可能となっている。
雪の世界
常に雪が降り続く世界。その性質上食物が稀少資源となっている。かまくらが複数存在し、城郭や侍も存在するなど、和風な世界になっている。
結晶世界
結晶のみならず土地も浮遊する世界。空中を進めない限り殆どの場所には出入り出来ないが、空中を進めてもなお雷雲に閉ざされた場所も存在している。
魔界
主に魔族が居住する世界。上層は魔族の貴族が、下層には上級妖魔が住んでいる。
黒き流れ
それぞれの世界を取り囲む海のさらに先にあり、各世界を分断する黒色の海地帯。

### 乗り物
オーニソプター
銀雨から譲り受ける乗り物。高い所から低い所へと滑空する事が出来るが、逆は出来ない。
スワンソング
ティギーが開発した動力スーツで、ティギーが戦闘時に使用している。冷却システムを整備する事で溶岩の中に入る事も出来るようになる他、岩の破壊も出来る。
方舟
太古に作られた方舟で、かつてはブリューナクと呼ばれていた。内部には休憩所も用意されており、プレイヤーの本拠地となる乗り物である。自動航行も可能。
雪うさぎ
雪の世界に居住するうさぎ。雪にんじんが好物。ジャンプする事で多少の段差なら飛び越える事が出来る他、戦闘中には雪うさぎアタックで敵全体にダメージを与える支援を行う。
飛竜
力のある人間の求めに応じて空中移動手段となる竜。

### ギルド
ギルドタワー
各ギルドが入っているタワー。タワー附近はそのギルドの影響下という扱いになり、影響下で戦闘を行う事で各ギルドからの戦闘支援を受ける事が出来る。それぞれのギルドタワーにはギルドマスターと呼ばれる纏め役が必要である。
以下は各ギルドの解説である。
諜報ギルド
各地で情報収集を行うギルド。各地のダンジョンにギルドガールを派遣する事で、セーブや回復などの拠点作成および危険な敵情報の獲得が出来る。戦闘中には妨害工作として敵を1ターン攻撃不能に陥らせる支援をする事がある。
鍛冶ギルド
武具の開発を行うギルド。破損した武器の修繕も行っている。戦闘中には鍛冶ギルド砲として敵全体に攻撃する支援を行う事がある。
印術ギルド
印術全般を取り扱うギルド。印術や印術関係装備の開発も行っている。戦闘中には印術ギルド防壁として味方全員の物理防禦、術防禦の両方を上昇させる支援を行う事がある。
図書ギルド
書籍から情報収集を行うギルド。モンスター図鑑の作成や戦技の解析等を行っている。戦闘中にはリアルタイム解析として敵全体の物理防禦を低下させる支援を行う事がある。
戦術ギルド
戦闘陣形を取り扱うギルド。新陣形の開発を行っている。戦闘中には最適配置調整として、各ポジションの効果を上昇させる支援を行う事がある。

## 評価
Metacriticによる評価ではオリジナル版、HDリマスター版併せて74/100点とレビューされた。
日本での初週売上は3万1000本、同週ではNintendo SwitchのARMSに肉薄する2位の記録を残した。

## スタッフ
- ディレクター/プロデューサー: 松浦正尭
- シナリオ: 村山吉隆
- アートディレクター: 浅野雅世
- コンポーザー: 浜渦正志
- ゲームデザイン: 小泉今日治
- キャラクターデザイン: 平尾リョウ
- サウンドエディター: 斎藤賢一